# 田坎彝族乡
田坎彝族乡是中华人民共和国贵州省毕节市七星关区下辖的一个民族乡。

## 行政区划
田坎彝族乡下辖以下村级行政区划单位：
田坎村、茨竹村、元山村、青杠村、田坝村、白沙河村和大元村。